# Instituto Cultural Cornélio Pires
O Instituto Cultural e Folclórico Cornélio Pires (ICFCP) é uma instituição cultural localizada no município de Tietê, em São Paulo. Seu principal objetivo é preservar a cultura caipira, seus folclores e tradições no estado de São Paulo, através de projetos e ações que providenciem e estreitem o acesso entre a cultura popular e a sociedade paulista. O instituto foi fundado por Pedro Massa em 2012 com a iniciativa de continuar o projeto do folclorista Cornélio Pires, registrando a cultura tradicional de São Paulo.